# Kapela Kalnička
Kapela Kalnička falu Horvátországban, Varasd megyében. Közigazgatásilag Ljubešćicához tartozik.

## Fekvése
Varasdtól 16 km-re dél-délkeletre, községközpontjától 1 km-re északkeletre a Kemléki-hegység északi lejtőjén, a Bednja jobb partján, az A4-es autópálya mellett fekszik.

## Története
1857-ben 357, 1910-ben 499 lakosa volt. 1920-ig Varasd vármegye Novi Marofi járásához tartozott, majd a Szerb-Horvát Királyság része lett. 2001-ben a falunak 95 háza és 308 lakosa volt.

## Nevezetességei
Krisztus Király tiszteletére szentelt kápolnája 1936-ban épült a Varasdfürdő felé vezető út mellett. Határában találhatók a középkori Kapela vára romjai.

## Külső hivatkozások
- A község hivatalos oldala
- Varasd megye kulturális emlékei[halott link]